# Eupithecia krampli
Eupithecia krampli är en fjärilsart som beskrevs av András Vojnits 1979. Eupithecia krampli ingår i släktet Eupithecia och familjen mätare. Inga underarter finns listade i Catalogue of Life.